# Concattedrale della Santissima Annunziata
La concattedrale della Santissima Annunziata è il luogo di culto cattolico più importante di Todi, concattedrale della diocesi di Orvieto-Todi. Si trova in Piazza del Popolo ed è anche conosciuta con l'appellativo di Duomo. È monumento nazionale italiano.

## Storia
La chiesa sorse su un'area dove sorgeva un edificio di epoca romana ma non è certo quando ebbe inizio la sua costruzione, anche se si pensa che essa sia avvenuta nel XI o più probabilmente nel XII secolo. L'abside fu la prima parte ad essere costruita, poi si procedette con l'edificazione del transetto, delle navate e forse della torre campanaria, che appare coeva. L'incendio del vicino Vescovado nel 1190, che avrebbe causato ingenti danni alla chiesa, avrebbe anche comportato parziali ricostruzioni negli anni seguenti. Il terremoto del 1246 comportò altri lavori nel ventennio seguente. opere ben documentate dal 1248 al 1269. Nello stesso XIII secolo si pone la realizzazione della facciata, poi modificata.
Nella seconda metà del XIV secolo venne realizzata, a lato della navata destra, una quarta "navatina", più stretta delle altre, probabilmente la chiusura e trasformazione di un originario lungo porticato che correva lungo la navata destra.
Tra 1515 e 1523 la facciata venne modificata con l'aggiunta di un nuovo portale e del rosone.
La nomina di Angelo Cesi a vescovo di Todi nel 1566 dette l'inizio a una serie di importanti trasformazioni per la cattedrale: il vescovo promosse la costruzione delle volte interne e degli archi rampanti esterni, sopra i tetti delle navate laterali e, dal punto di vista artistico, affidò a Ferraù Fenzoni la decorazione ad affresco dell'abside (perduta), della controfacciata, e delle pale dei nuovi altari laterali, ridotti di numero, tutte opere realizzate tra 1594 e 1599 che fecero dell'interno chiesastico una sorta di mostra personale del pittore. L'opera del Cesi fu completata dalla realizzazione della cappella di famiglia, collocata alla sinistra dell'abside, e consacrata nel 1605.
La chiesa fu ristrutturata a partire dal 1851 su progetto dell'architetto romano Francesco Fontana, anche al fine di riportare la chiesa al suo aspetto 'originario': fu distrutta l'abside della fine del Cinquecento e fu ricostruita quella medievale, lasciata in pietra a vista, ma soprattutto furono distrutti gli altari laterali che recavano le pale del Fenzoni, e demoliti i muri tra gli archi della navatina. 

## Descrizione

### Esterno
La cattedrale si trova in cima ad una scalinata dove sono due terrazze.
La facciata, a coronamento orizzontale, tipico di molte chiese dell'Umbria, risale al XIII secolo ma fu oggetto di diverse modifiche, l'ultima nel Cinquecento. Il pregevole rosone centrale venne infatti iniziato nel 1515 e fu compiuto sotto il vescovo Billioti fra il 1517 ed il 1523. Le vetrate entro di esso non sono originarie e risalgono ai lavori di restauro ottocenteschi.
Il portale maggiore, con arcata a sesto acuto, ha un portone ligneo che era stato realizzato da Antonio Bencivenni nel 1513, ma fu quasi del tutto distrutto da un incendio nel 1623. La porta cinquecentesca era costituita da quattro pannelli superiori raffiguranti l'Annunziata, l'Arcangelo Gabriele, San Pietro e San Paolo e quattro inferiori con dei rosoni. La porta fu rifatta nel 1639 da Carlo Lorenti che avrebbe riadattato i quattro pannelli superiori superstiti e ne aggiunse sei nella parte inferiore.
Alla destra della facciata si erge la torre campanaria, del XIV secolo.

### Interno

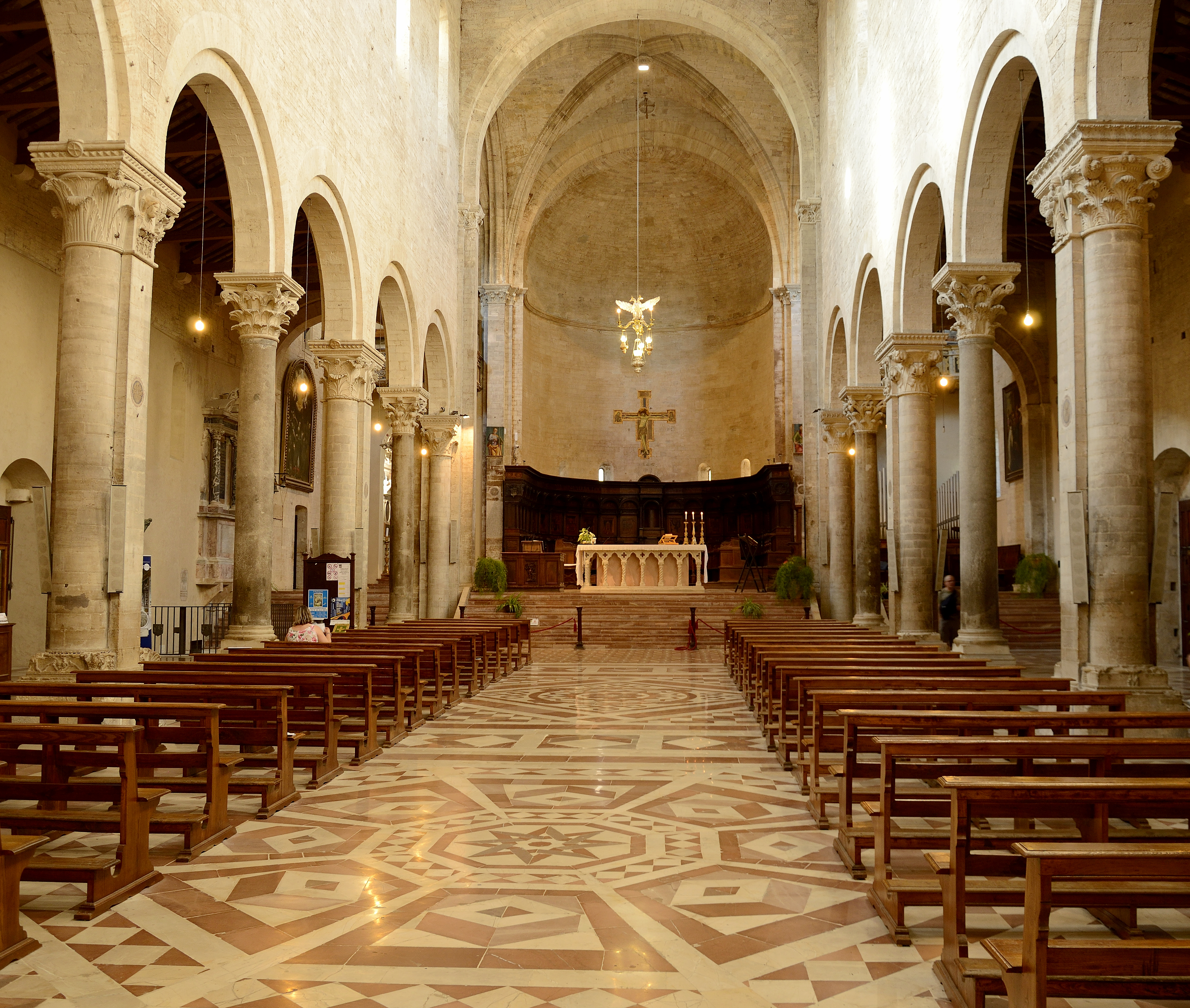
L'interno

All'interno, la concattedrale presenta una struttura a croce latina. La chiesa è suddivisa in quattro navate, con tre navate di maggiori dimensioni, ed una quarta più tarda affiancata alla navata di destra. Le tre navate centrali sono divise da due file di archi a tutto sesto sorretti da colonne con capitelli corinzi. Sia la navata maggiore, sia le due navate laterali, sono coperte con capriate lignee a vista, mentre quarta è la voltata con crociere costolonate. Il transetto, invece, è coperto con volta a crociera.
La controfacciata è interamente occupata da un affresco di Ferraù Fenzoni raffigurante il Giudizio Universale, opera eseguita nel 1596, che prende spunto dal Giudizio universale di Michelangelo nella Cappella Sistina.
All'inizio della navata esterna destra c'è il fonte battesimale, realizzato da Piero di Moricone da Lugano nel 1507.
Nell'abside, che era affrescata da Ferraù Fenzoni, è appeso un Crocifisso dipinto su tavola, risalente alla metà del Duecento. Dietro l'altare è il superbo coro ligneo che fu realizzato tra il 1521 ed il 1530 da Antonio Bencivenga e da suo figlio Sebastiano.

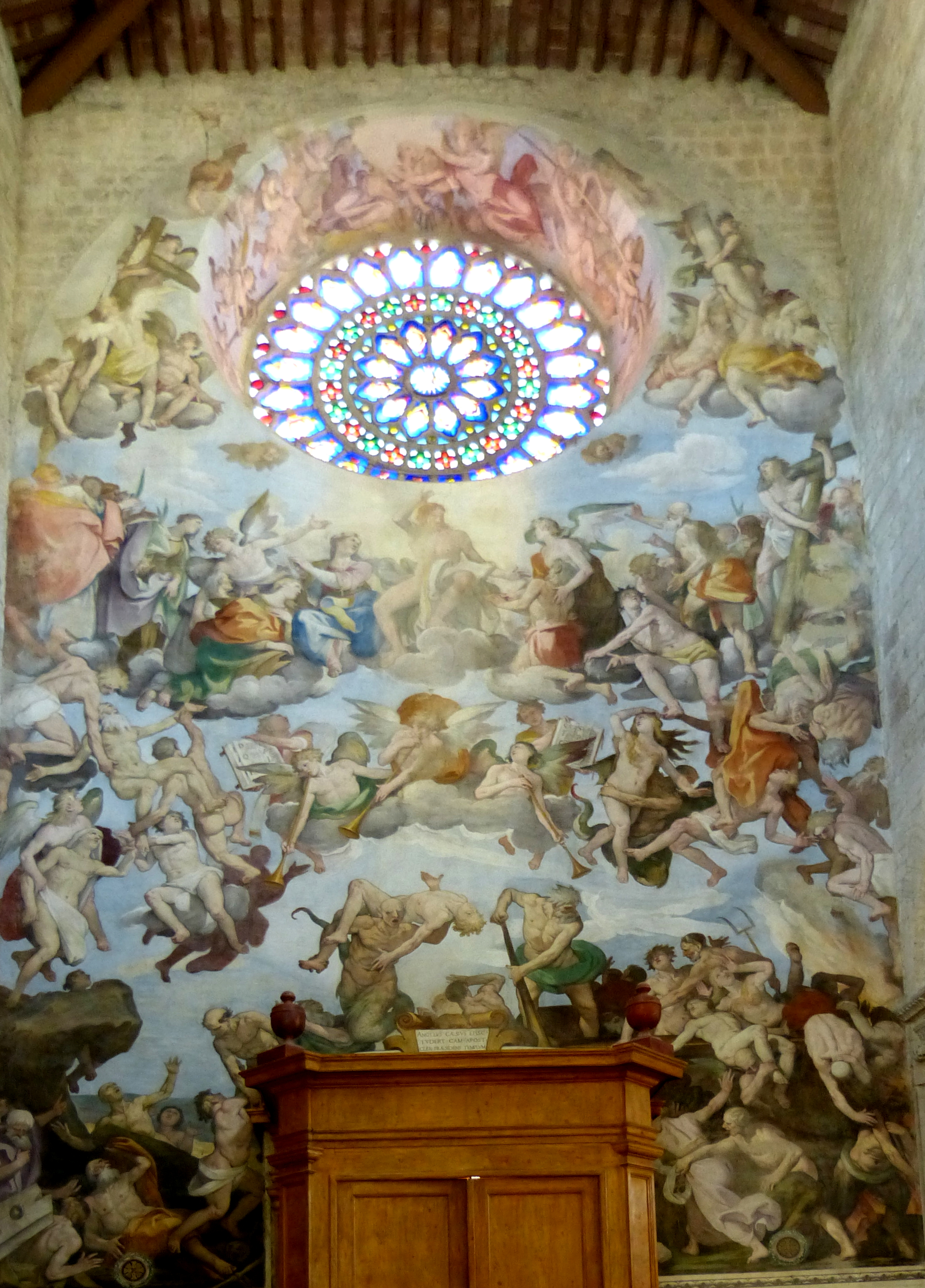
Ferraù Fenzoni, Giudizio universale

A sinistra del presbiterio è sita la Cappella Cesi, voluta dal vescovo Angelo Cesi, decorata nel 1599 nella volta da affreschi di Ferraù Fenzoni. Dello stesso autore è anche il dipinto sito sull'altare della cappella. 
La cripta accoglie tre sculture che precedentemente erano site sulla facciata ed attribuite a Giovanni Pisano ed al Rubeus oltre alla Madonna lignea col Bambino, la Sedes Sapientiae, fino a qualche tempo fa conservata e venerata nella chiesa di Santa Maria in Camuccia.
Lungo il corridoio che fiancheggia il lato sinistro del duomo e accessibile dalla scalinata che conduce alla cripta è presente una esposizione di arte sacra e del Tesoro della Cattedrale.
La parete della navata sinistra accoglie le cinque pale che Ferraù Fenzoni dipinse tra 1597 e 1599 su commissione del Cardinale Angelo Cesi per gli altari che erano posti nelle due navate.

#### Organo a canne
Nel braccio sinistro del transetto, si trova l'organo a canne. Lo strumento, che è stato costruito negli anni sessanta del XX secolo dalla ditta organaria Pinchi, riutilizza parte del materiale fonico di un precedente strumento, opera di Angelo Morettini, risalente al 1841; l'organo attuale, a trasmissione elettrica, ha due tastiere di 61 note ciascuna ed una pedaliera concavo-radiale di 32. Esso composto di due corpi sonori: a pavimento, con mostra composta da canne del registro di principale, si trovano le canne relative al Grand'Organo (prima tastiera) ed al Pedale; sulla soprastante cantoria, entro la cassa barocca dell'organo Morettini, invece, si trovano le canne dell'Espressivo (seconda tastiera).

## Galleria d'immagini

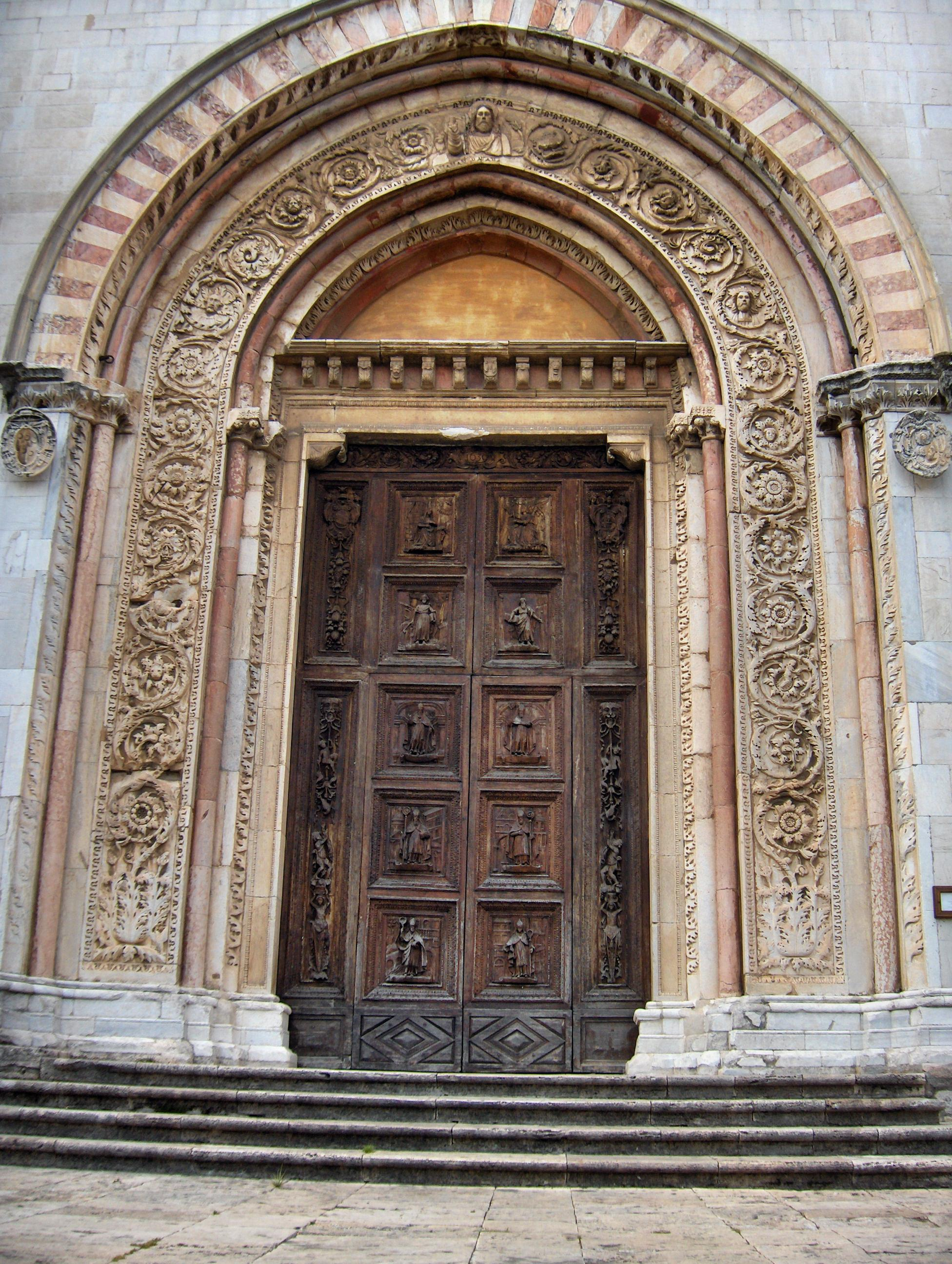
Il portale gotico
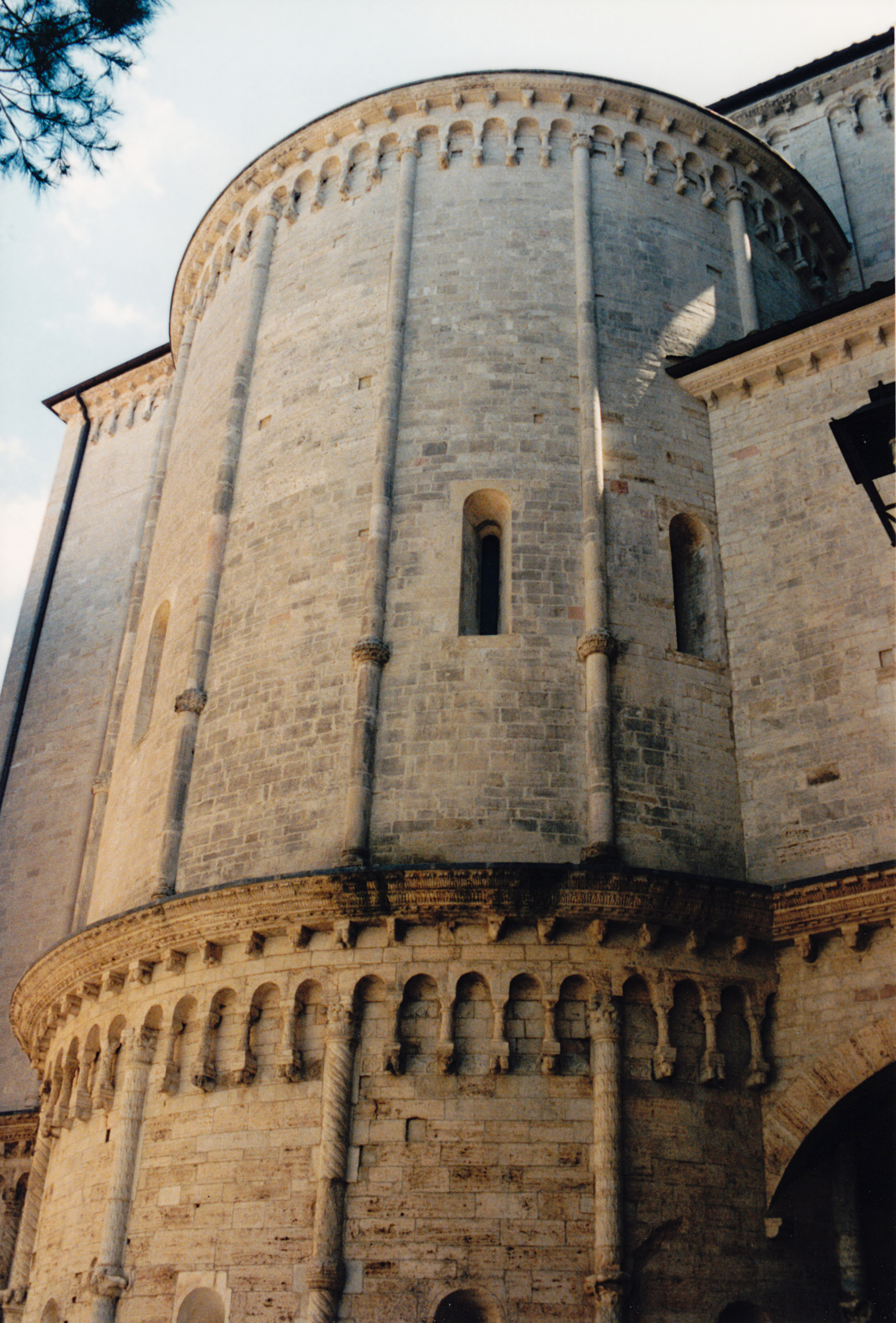
Esterno dell'abside
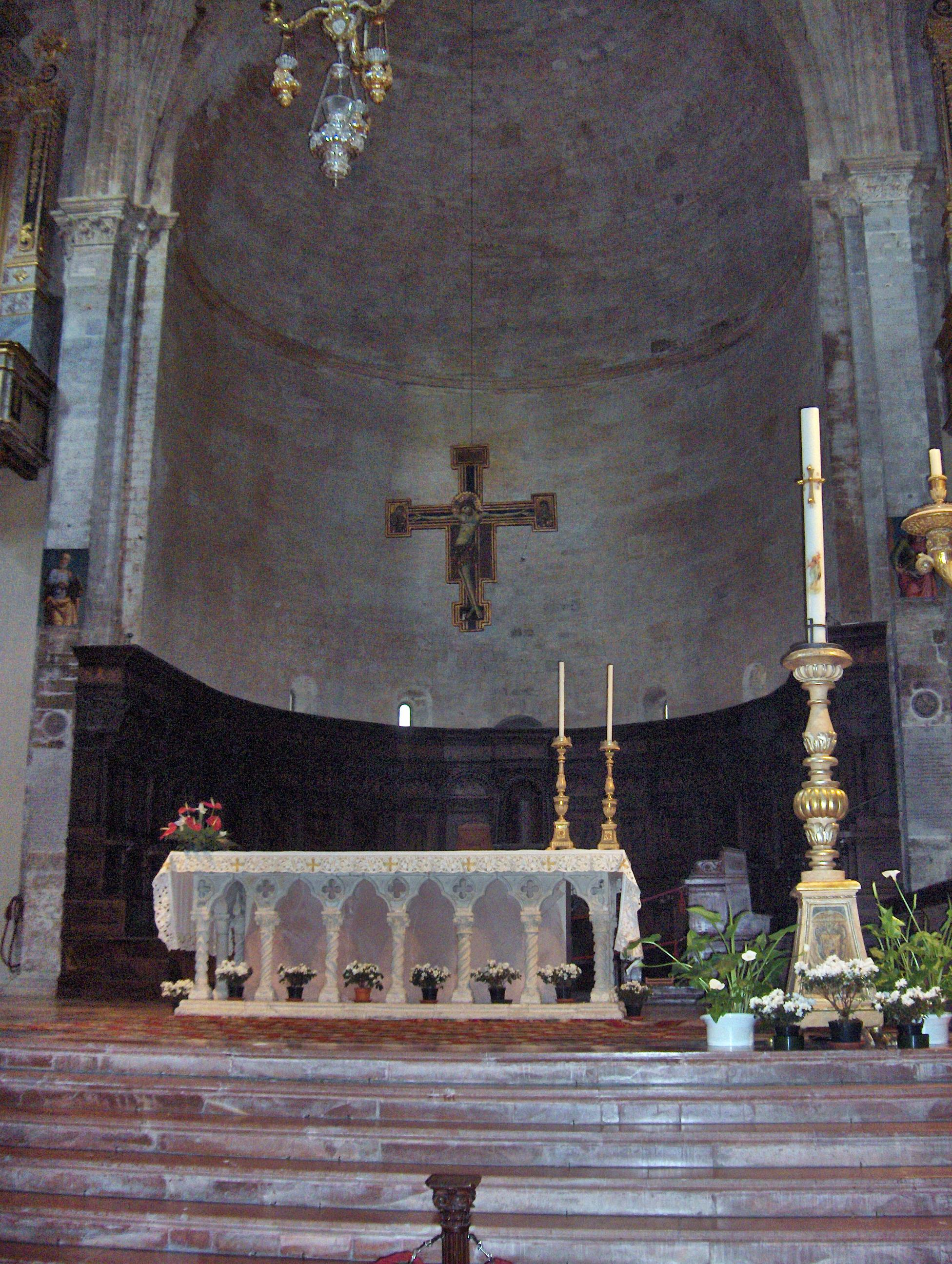
L'altare maggiore e il Crocifisso (XIII secolo)